# Charles Potvin
Charles Potvin (2. december 1818 i Mons - 2. marts 1902) var en fransk-belgisk digter og forfatter.
Potvin studerede i Louvain, holdt fra 1863 offentlige forelæsninger over litteraturhistorie i Bryssel og blev 1883 ansat som konservator ved Wiertz-Museum sammesteds. Han var som digter påvirket af Hugo og Barbier, demokrat og fritænker. Af hans digte kan nævnes: Poésies et amours (Bryssel 1838), Poèmes historiques et romantiques (2 bind, 1840), 1830. Chansons et poésies (1847), Le drame du peuple (1850), Le chansonnier belge (1850), Satires et poésies diverses (1852), Le poème du soleil (1855), La mendiante (1856), La Belgique (1859), Patrie (1862), En famille (2 bind, 1862—72), L'art flamand (1867), La patrie de 1830 (1880) med flere. Desuden har han forfattet skuespillene Jacques d'Artevelde (1861), Les gueux (1863) og La mère de Rubens (1875). Af litterærhistoriske arbejder har han udgivet: Du théâtre en Belgique (1872), Nos premiers siècles littéraires (2 bind, 1870), De la littérature française en Belgique avant 1830, Histoire des lettres en Belgique, 1830—80, Essais de littérature dramatique (2 bind, 1880). Blandt hans historiske arbejder kan anføres: Albert et Isabelle (1861), Panégyriques des comtes de Hainaut (Mons 1862), Siger de Brabant (Bryssel 1878), De la civilisation en Belgique (1885) med flere. Resultater af hans oldfranske studier er: Baudouin de Condé (1863), Bibliographie de Chrestien de Troyes (1863), Perceval le Gallois (6 Bd, 1866—72), Le roman du renard, mis en vers, avec introduction (1868), Œuvres de Ghillebert de Lannoy (1878). 1894 udgav han L'art grec, d’après les découvertes 
et les études modernes. 